# Argonove anorganske spojine
Argon je žlahtni plin, kar pomeni, da ne tvori veliko spojin.

## Seznam

### A
- Aluminijev argid – AlAr
- Aluminijev argid (kation) – AlAr+
- Argoksonij – ArOH+
- Argonij – ArH+
- Argonov borohidid – ArBH
- Argonov bromoklorid – ArBrCl
- Argonov dibromid – ArBr2
- Argonov dicianid – Ar·NCCN
- Argonov didušikov oksid – ArN2O+
- Argonov dijodid – ArI2
- Argonov diklorid – ArCl2
- Argonov dinitrid – ArN2+
- Argonov fluorid – ArF
- Agonov fluorid (kation) – ArF+
- Argonov fluorohidrid – HArF
- Argonov fosfid – ArP+
- Argonov heksaoksid – ArO6
- Argonov helid – ArHe
- Argonov hidrat – Ar·H2O
- Argonov hidrid – ArH
- Argonov hidrid (kation) – ArH+
- Argonov hidrogenkarbonat – ArHCO+
- Argonov jodid – ArI+
- Argonov karbid – ArC+
- Argonov klorid – ArCl
- Argonov klorid (anion) – ArCl−
- Argonov klorid (kation) – ArCl+
- Argonov klorobromid – ArClBr
- Argonov klorofluorid – ArClF
- Argonov ksenid – ArXe
- Argonov ksenid (kation) – ArXe+
- Argonov neid – ArNe
- Argonov nitrid – ArN+
- Argonov ogljikov dioksid – ArCO2+
- Argonov oksid – ArO
- Agonov oksid (kation) – ArO+
- Argonov sulfid – ArS
- Argonov sulfid (kation) – ArS+
- Argonov trihidrid – ArH3+
- Arzenov argid – AsAr+

### B
- Bakrov argid – CuAr+
- Bakrov diargid – CuAr22+
- Bakrov bromoargid – ArCuBr
- Bakrov fluoroargid – ArCuF
- Bakrov heksaargid – Cu+Ar6
- Bakrov heksaargid – CuAr62+
- Bakrov heksatetrakontahektaargid – Cu+Ar146
- Bakrov heptaargid – Cu+Ar7
- Bakrov heptaargid – CuAr72+
- Bakrov kloroargid – ArCuCl
- Bakrov oktaargid – CuAr82+
- Bakrov pentaargid – Cu+Ar5
- Bakrov pentaargid – CuAr52+
- Bakrov pentapentakontaargid – Cu+Ar55
- Bakrov tetraargid – Cu+Ar4
- Bakrov tetraargid – CuAr42+
- Bakrov triargid – Cu+Ar3
- Bakrov triargid – CuAr32+
- Bakrov tritetrakontaargid – Cu+Ar34
- Barijev argid – BaAr+
- Barijev argid – BaAr2+
- Barijev diargid – BaAr22+
- Berilijev argid – BeAr+
- Berilijev karbonat argid – ArBeO2CO
- Berilijev oksid argid – ArBeO
- Berilijev sulfid argid – ArBeS
- Borov argid – BAr
- Borov argid (kation) – BAr+
- Borov trifluorid argon – ArBF3
- Bromov argid – Br−·Ar
- Bromov dekaargid – Br−·Ar10
- Bromov diargid – Br−·Ar2
- Bromov dodekaargid – Br−·Ar12
- Bromov heksaargid – Br−·Ar6
- Bromov heksadekaargid – Br−·Ar16
- Bromov heptaargid – Br−·Ar7
- Bromov ikozaargid – Br−·Ar20
- Bromov nonaargid – Br−·Ar9
- Bromov oktaargid – Br−·Ar
- Bromov pentaargid – Br−·Ar5
- Bromov tetraargid – Br−·Ar4
- Bromov triargid – Br−·Ar3
- Bromov undekaargid – Br−·Ar11

### C
- Cinkov argid – ZnAr
- Cinkov argid (kation) – ZnAr+
- Cirkonijev argid – ZrAr+

### D
- Dekaargonov hidrat – Ar10·H2O
- Diargon – Ar2
- Diargon (kation) – Ar2+
- Diargonov diklorid – Ar2Cl2
- Diargonov dihidrat – Ar2·H2O
- Diargonov neid – Ar2Ne
- Diberilijev dioksid neid argonid – Ar·Be2O2·Ne
- Dijodov argid – I2−·Ar
- Dijodov dekaargid – I2−·Ar10
- Dijodov diargid – I2−·Ar2
- Dijodov dodekaargid – I2−·Ar12
- Dijodov heksaargid – I2−·Ar6
- Dijodov heksadekaargid – I2−·Ar16
- Dijodov heptaargid – I2−·Ar7
- Dijodov ikozaargid – I2−·Ar20
- Dijodov nonaargid – I2−·Ar9
- Dijodov oktaargid – I2−·Ar
- Dijodov pentaargid – I2−·Ar5
- Dijodov tetraargid – I2−·Ar4
- Dijodov triargid – I2−·Ar3
- Dijodov undekaargid – I2−·Ar11
- Dineonov argid – Ne2Ar
- Disrebrov argid – Ag2Ar
- Dodekaargonov dihidrat – Ar12·2H2O
- Dodekaargonov hidrat – Ar12·H2O

### F
- Fosforjev trifluorid argon – ArPF3

### G
- Galijev argid – GaAr
- Galijev argid (kation) – GaAr+
- Germanijev argid – GeAr

### H
- Heksaargonov hidrat – Ar6·H2O
- Heptaargonov hidrat – Ar7·H2O

### I
- Indijev argid – InAr
- Indijev argid (kation) – InAr+
- Indijev dodekaargid – In+Ar12
- Indijev dokozaargid – In+Ar22
- Indijev heptakontaargid – In+Ar70
- Indijev oktadekaargid – In+Ar18
- Indijev oktakozaargid – In+Ar28
- Indijev pentakozaargid – In+Ar25
- Indijev pentatetrakontaargid – In+Ar45
- Indijev tetrapentakontaargid – In+Ar54
- Itrijev oksid argid dikriptid triksenid – YOArKr2Xe3+
- Itrijev oksid argid kriptid tetraksenid – YOArKrXe4+
- Itrijev oksid argid pentakriptid – YOArKr5+
- Itrijev oksid argid pentaksenid – YOArXe5+
- Itrijev oksid argid tetrakriptid ksenid – YOArKr4Xe+
- Itrijev oksid argid trikriptid diksenid – YOArKr3Xe2+
- Itrijev oksid diargid dikriptid diksenid – YOAr2Kr2Xe2+
- Itrijev oksid diargid kriptid triksenid – YOAr2KrXe3+
- Itrijev oksid diargid tetrakriptid – YOAr2Kr4+
- Itrijev oksid diargid tetraksenid – YOAr2Xe4+
- Itrijev oksid diargid trikriptid ksenid – YOAr2Kr3Xe+
- Itrijev oksid heksaargid – YOAr6+
- Itrijev oksid pentaargid kriptid – YOAr5Kr+
- Itrijev oksid pentaargid ksenid – YOAr5Xe+
- Itrijev oksid tetraargid dikriptid – YOAr4Kr2+
- Itrijev oksid tetraargid diksenid – YOAr4Xe2+
- Itrijev oksid tetraargid kriptid ksenid – YOAr4KrXe+
- Itrijev oksid triargid dikriptid ksenid – YOAr3Kr2Xe+
- Itrijev oksid triargid kriptid diksenid – YOAr3KrXe2+
- Itrijev oksid triargid trikriptid – YOAr3Kr3+
- Itrijev oksid triargid triksenid – YOAr3Xe3+

### J
- Jodov argid – I−·Ar
- Jodov dekaargid – I−·Ar10
- Jodov diargid – I−·Ar2
- Jodov dodekaargid – I−·Ar12
- Jodov heksaargid – I−·Ar6
- Jodov heksadekaargid – I−·Ar16
- Jodov heptaargid – I−·Ar7
- Jodov ikozaargid – I−·Ar20
- Jodov nonaargid – I−·Ar9
- Jodov oktaargid – I−·Ar
- Jodov pentaargid – I−·Ar5
- Jodov tetraargid – I−·Ar4
- Jodov triargid – I−·Ar3
- Jodov undekaargid – I−·Ar11

### K
- Kadmijev argid – CdAr
- Kalcijev argid – CaAr
- Kalcijev argid (kation) – CaAr+
- Kalijev argid – KAr
- Klorov argid – Cl−·Ar
- Klorov dekaargid – Cl−·Ar10
- Klorov diargid – Cl−·Ar2
- Klorov dodekaargid – Cl−·Ar12
- Klorov heksaargid – Cl−·Ar6
- Klorov heksadekaargid – Cl−·Ar16
- Klorov heptaargid – Cl−·Ar7
- Klorov ikozaargid – Cl−·Ar20
- Klorov nonaargid – Cl−·Ar9
- Klorov oktaargid – Cl−·Ar
- Klorov pentaargid – Cl−·Ar5
- Klorov tetraargid – Cl−·Ar4
- Klorov triargid – Cl−·Ar3
- Klorov undekaargid – Cl−·Ar11
- Kobaltov argid – CoAr+
- Kobaltov heksaargid – Co+Ar6
- Kobaltov oksid argid – ArCoO
- Kositrov argid – SnAr
- Kriptonov argid – KrAr
- Kromov argid – CrAr+
- Kromov oksid argid – ArCrO

### L
- Litijev argid – LiAr
- Litijev argid (kation) – LiAr+
- Litijev diargid – Li+Ar2
- Litijev heksaargid – Li+Ar6
- Litijev heptaargid – Li+Ar7
- Litijev pentaargid – Li+Ar5
- Litijev tetraargid – Li+Ar4
- Litijev triargid – Li+Ar3

### M
- Magnezijev argid – MgAr
- Magnezijev argid (kation) – MgAr+
- Magnezijev diargid – MgAr2
- Manganov argid – MnAr+
- Manganov oksid argid – ArMnO

### N
- Natrijev argid – NaAr
- Natrijev argid (kation) – NaAr+
- Nikljev argid – NiAr
- Nikljev argid (kation) – NiAr+
- Nikljev oksid argid – ArNiO
- Niobijev argid – NbAr+
- Niobijev tetraargid – Nb+Ar4
- Niobijev dioksid diargid – NbO2Ar2
- Niobijev tetraoksid argid – NbO4Ar
- Nonaargonov hidrat – Ar9·H2O
- Nonadekaargon – Ar19

### O
- Ogljikov argid – CAr
- Oktaargonov hidrat – Ar8·H2O

### P
- Pentargonov hidrat – Ar5·H2O
- Platinov argid – PtAr+

### R
- Rodijev argid – Rh+Ar6
- Rubidijev argid – RbAr+

### S
- Silicijev argid – SiAr
- Silicijev argid (kation) – SiAr+
- Silicijev difluorid argid – ArSiF22+
- Skandijev argid – ScAr+
- Skandijev oksid argid dikriptid diksenid – ScOArKr2Xe2+
- Skandijev oksid argid kriptid triksenid – ScOArKrXe3+
- Skandijev oksid argid tetrakriptid – ScOArKr4+
- Skandijev oksid argid tetraksenid – ScOArXe4+
- Skandijev oksid argid trikriptid ksenid – ScOArKr3Xe+
- Skandijev oksid diargid dikriptid ksenid – ScOAr2Kr2Xe+
- Skandijev oksid diargid kriptid diksenid – ScOAr2KrXe2+
- Skandijev oksid diargid trikriptid – ScOAr2Kr3+
- Skandijev oksid diargid triksenid – ScOAr2Xe3+
- Skandijev oksid pentaargid – ScOAr5+
- Skandijev oksid tetraargid kriptid – ScOAr4Kr+
- Skandijev oksid tetraargid ksenid – ScOAr4Xe+
- Skandijev oksid triargid dikriptid – ScOAr3Kr2+
- Skandijev oksid triargid diksenid – ScOAr3Xe2+
- Skandijev oksid triargid kriptid ksenid – ScOAr3KrXe+
- Srebrov argid – AgAr
- Srebrov argid (kation) – AgAr+
- Srebrov argid (kation) – AgAr2+
- Srebrov bromoargid – ArAgBr
- Srebrov diargid – AgAr22+
- Srebrov fluoroargid – ArAgF
- Srebrov heksaargid – AgAr62+
- Srebrov heptaargid – AgAr72+
- Srebrov kloroargid – ArAgCl
- Srebrov oktaargid – AgAr82+
- Srebrov pentaargid – AgAr52+
- Srebrov tetraargid – AgAr42+
- Srebrov triargid – AgAr32+
- Stroncijev argid – SrAr
- Stroncijev argid (kation) – SrAr+
- Stroncijev diargid – Sr+Ar2
- Stroncijev heksaargid – Sr+Ar6
- Stroncijev tetraargid – Sr+Ar4
- Stroncijev triargid – Sr+Ar3

### T
- Tantalov tetraoksid argid – TaoO4Ar
- Tetraargonov hidrat – Ar4·H2O
- Tetradekaargonov hidrat – Ar14·H2O
- Titanov argid – TiAr+
- Titanov dekaargid – Ti+Ar10
- Titanov diargid – Ti+Ar2
- Titanov dodekaargid – Ti+Ar12
- Titanov dokozaargid – Ti+Ar22
- Titanov dotetrakontaargid – Ti+Ar42
- Titanov dotriakontaargid – Ti+Ar32
- Titanov heksaargid – Ti+Ar6
- Titanov heksadekaargid – Ti+Ar16
- Titanov heksakozaargid – Ti+Ar26
- Titanov heksatetrakontaargid – Ti+Ar46
- Titanov heksatriakontaargid – Ti+Ar36
- Titanov henikozaargid – Ti+Ar21
- Titanov hentetrakontaargid – Ti+Ar41
- Titanov hentriakontaargid – Ti+Ar31
- Titanov heptaargid – Ti+Ar7
- Titanov heptadekaargid – Ti+Ar17
- Titanov heptakozaargid – Ti+Ar27
- Titanov heptatetrakontaargid – Ti+Ar47
- Titanov heptatriakontaargid – Ti+Ar37
- Titanov ikozaargid – Ti+Ar20
- Titanov nonaargid – Ti+Ar9
- Titanov nonadekaargid – Ti+Ar19
- Titanov nonakozaargid – Ti+Ar29
- Titanov nonatetrakontaargid – Ti+Ar49
- Titanov nonatriakontaargid – Ti+Ar39
- Titanov oktaargid – Ti+Ar8
- Titanov oktadekaargid – Ti+Ar18
- Titanov oktakozaargid – Ti+Ar28
- Titanov oktatetrakontaargid – Ti+Ar48
- Titanov oktatriakontaargid – Ti+Ar38
- Titanov pentaargid – Ti+Ar5
- Titanov pentadekaargid – Ti+Ar15
- Titanov pentakontaargid – Ti+Ar50
- Titanov pentakozaargid – Ti+Ar25
- Titanov pentatetrakontaargid – Ti+Ar45
- Titanov pentatriaargid – Ti+Ar35
- Titanov tetraargid – Ti+Ar4
- Titanov tetradekaargid – Ti+Ar14
- Titanov tetrakontaargid – Ti+Ar40
- Titanov tetrakozaargid – Ti+Ar24
- Titanov tetratetrakontaargid – Ti+Ar44
- Titanov tetratriakontaargid – Ti+Ar34
- Titanov triakontaargid – Ti+Ar30
- Titanov triargid – Ti+Ar3
- Titanov tridekaargid – Ti+Ar13
- Titanov trikozaargid – Ti+Ar23
- Titanov tritetrakontaargid – Ti+Ar43
- Titanov tritriakontaargid – Ti+Ar33
- Titanov undekaargid – Ti+Ar11
- Triargonov diklorid – Ar3Cl2
- Triargonov hidrat – Ar3·H2O
- Tridekaargon – Ar13
- Tridekaargonov hidrat – Ar13·H2O
- Trizlatov argid – Au3Ar+
- Trizlatov diargid – Au3Ar2+
- Trizlatov triargid – Au3Ar3+

### U
- Undekaargonov hidrat – Ar11·H2O

### V
- Vanadijev argid – VAr+
- Vanadijev dioksid diargid – VO2Ar2
- Vanadijev dioksid argid kriptid – VO2ArKr
- Vanadijev dioksid argid ksenid – VO2ArXe
- Vanadijev tetraoksid argid – VO4Ar
- Volframov pentakarbonat argid – ArW(CO)5
- Volframov trioksid argid – WO3Ar

### Z
- Zlatov argid – AuAr
- Zlatov bromoargid – ArAuBr
- Zlatov fluoroargid – ArAuF
- Zlatov heksaargid – AuAr62+
- Zlatov heptaargid – AuAr72+
- Zlatov kloroargid – ArAuCl
- Zlatov pentaargid – AuAr52+
- Zlatov tetraargid – AuAr42+
- Zlatov triargid – AuAr32+

### Ž
- Železov argid – FeAr+
- Železov oksid argid – ArFeO
- Živosrebrov argid – HgAr
- Žveplov trioksid argon – SO3Ar

### ?
- ArHN2+
- Ar(N2)2+
- CUO·Ar
- CUO·Ar3
- CUO·Ar4
- CUO·Ar3Xe
- CUO·Ar2Xe2
- CUO·ArXe3
- CUO·Ar3Kr
- CUO·Ar2Kr2
- CUO·ArKr3
- UO2Ne4Ar+
- UO2Ne3Ar2+
- UO2Ne2Ar3+
- UO2NeAr4+
- UO2Ar5+
- UO2Ar4Kr+
- UO2Ar3Kr2+
- UO2Ar2Kr3+
- UO2ArKr4+
- UO2Ar4Xe+
- UO2Ar3Xe2+
- UO2Ar2Xe3+
- UO2ArXe4+
- ArHMn(CO)4
- ArNiN2
- ArN2
- Au2AgAr3+
- AuAg2Ar3+
- CuCO+Ar
- Cu(CO)2+Ar
- Cu(CO)3+Ar
- Cu(CO)4+Ar
- H+(H2O)2Ar
- H+(H2O)3Ar
- H+(H2O)4Ar
- H+(H2O)5Ar
- C60·Ar
- C70·Ar
- Ar(H2)2
- Ar(O2)3